# 青2号
青2号（あお2ごう）は、日本国有鉄道（国鉄）が定めた色名称の1つである。

## 概要
「ウルトラマリン」とも呼ばれ、現在も使用されている青15号よりも深い色である。
1949年から行なわれた国鉄モハ32系電車の更新修繕に伴い、横須賀線に使用される車両については、薄クリーム色と青色への塗り替えが施されることになった。この時、裾色として採用されたものが本色である。その後登場した70系電車にも採用され、クリーム2号と組み合わせて「スカ色」という通称で親しまれた。その後「スカ色」の色合いはクリーム1号と青15号、E217系更新車以降はクリーム1号と青20号に変化した。また黄かん色との組み合わせは「静鉄色」と呼ばれ、飯田線でカラー化当初の旧型国電に使用されている。
1962年の外部塗色の一部統合標準化により、廃止となったが、レイルマガジン誌に連載されていた「けいめいのいらすとのーと」によれば、その後もEF58形電気機関車のブルートレイン用塗装において使用されていたと言われている。

## 使用車両
- 国鉄32系電車
- 国鉄70系電車
- 国鉄52系電車
- 国鉄EF58形電気機関車

## 近似色
- 青15号